# Museo civico

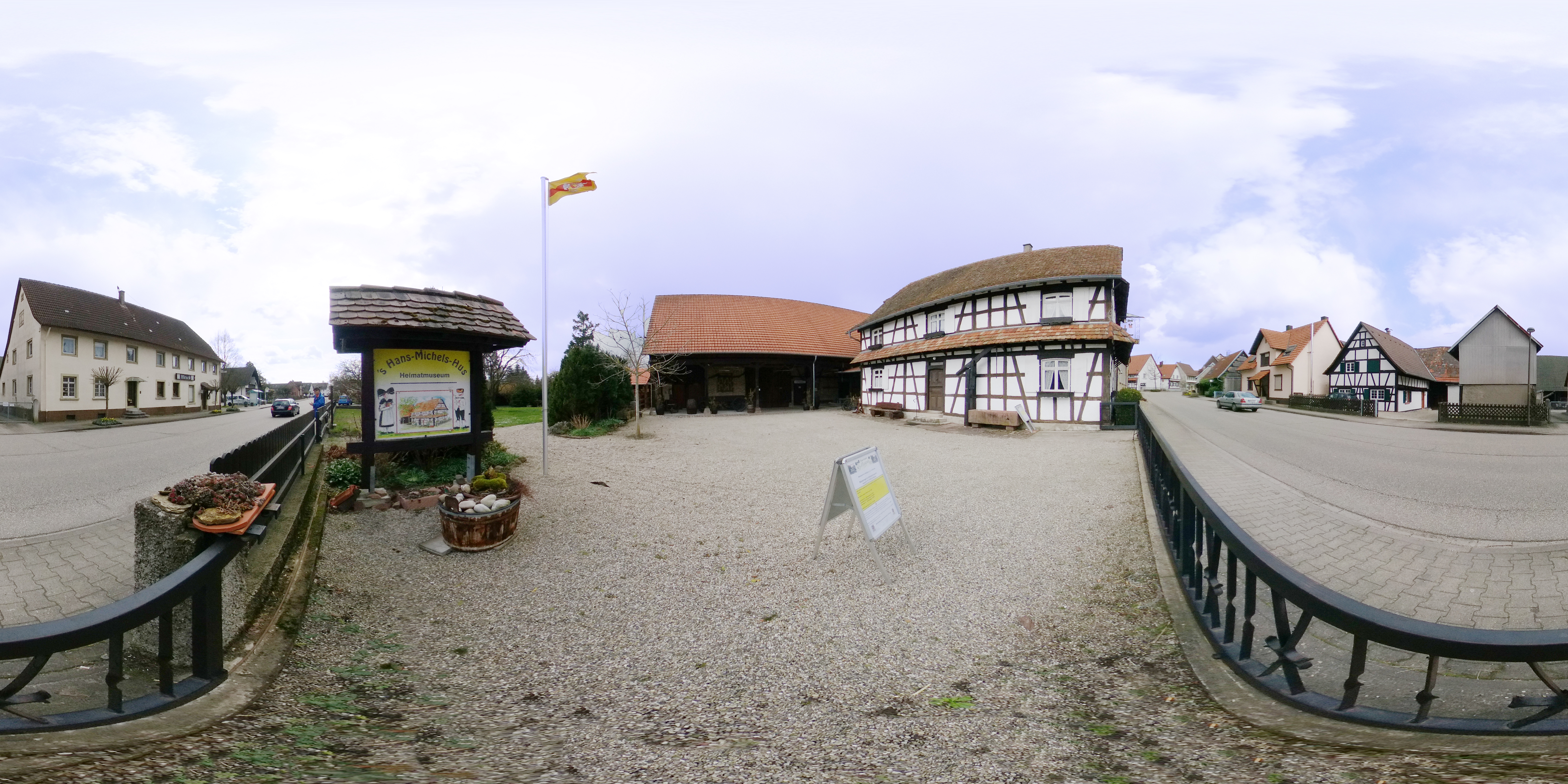
Il museo civico di Lichtenau

Un museo civico è un museo di proprietà comunale. Le collezioni del museo non necessariamente appartengono al comune e sono sottoposte a vincoli nazionali (es. beni archeologici e paleontologici) e a tutele regionali (es. beni demo-etno-antropologici).